# The Violent Men
The Violent Men (bra: Um Pecado em Cada Alma; prt: Homens Violentos) é um filme estadunidense de 1955, dos géneros faroeste e drama, realizado por Rudolph Maté para a Columbia Pictures, com argumento de Harry Kleiner baseado no romance Smoky Valley, de Donald Hamilton.

## Sinopse
John Parrish é proprietário de um rancho e ex-oficial das tropas confederadas do Exército, e está a pensar em vender o seu negócio ao proprietário do Rancho Âncora, Lew Wilkison, e mudar-se para longe com a sua noiva. Contudo, o baixo preço oferecido por Lee Wilkenson, proprietário do Anchor Ranch, fá-lo hesitar. Mas acontecem graves problemas! Na zona do Rancho da Âncora, existem ataques, mortes e cenas de extrema violência encomendadas por Martha, esposa de Lew, que mantém uma ligação adúltera com o cunhado, Cole, pois odeia o marido devido à sua deficiência motora. Este, por sua vez, engana-a com uma rapariga mexicana da cidade, que o adora, mas que ele menospreza. Martha odeia tanto o marido que faz com que todas as violências aplicadas às pessoas do Rancho da Âncora sejam atribuídas a Lew, quando este não sabe de nada do que está a acontecer. Quando um dos seus homens é morto de uma maneira cobarde, às ordens de Martha e Cole, que querem afastar Parrish do Rancho e ficar ambos senhores de toda a terra, Parrish fica revoltado, e decide ficar no Rancho da Âncora, não para fazer negócios, mas para lutar e vingar-se.

## Elenco
- Glenn Ford - John Parrish
- Barbara Stanwyck - Martha Wilkison
- Edward G. Robinson - Lew Wilkison
- Dianne Foster - Judith Wilkison
- Brian Keith - Cole Wilkison
- May Wynn - Caroline Vail
- Warner Anderson - Jim McCloud
- Basil Ruysdael - Tex Hinkleman
- Lita Milan - Elena
- Richard Jaeckel - Wade Matlock
- James Westerfield - xerife Magruder
- Jack Kelly - DeRosa
- Willis Bouchey - xerife Martin Kenner
- Harry Shannon - Purdue